# ابن زهرون
ابن زَهْرُون (283 - 369 هـ / 896 - 980 م) هو طبيب عراقي.
هو أبو الحسن ثابت بن إبراهيم بن زهرون الحراني الصابيء. ولد في الرقة، ونشأ وتعلم في بغداد. له «إصلاح مقالات من كتاب يوحنا ابن سرافيون». توفي ببغداد.